# Ζ計画
Ζ計画（ゼータけいかく、プロジェクト・ゼータ、PROJECT Ζ）は、アニメ『機動戦士Ζガンダム』及び『機動戦士ガンダムΖΖ』にて設定上存在する架空の軍事計画。アナハイム・エレクトロニクスとエゥーゴによる高性能モビルスーツ（MS）共同開発計画である。
なお、本項では解説の都合のため、一部のMSの名称と型式番号を併記する。

## 概要
アナハイム・エレクトロニクス社とエゥーゴによる共同開発計画とされるが、詳細ははっきりしていない。エゥーゴの主力MSを開発する計画との説もあれば、次世代の可変MSを開発する計画との説もある。Ζ計画という名称がつけられた時期も明確ではなく、また、どこからどこまでがΖ計画の範囲なのか、いつまで続けられたのかなどは不明である。
判明しているのはΖガンダムを開発するための計画だったことと、原点はリック・ディアスの開発計画であること、主要なMSにはギリシア文字によるコードネームとガンダムの名がつけられ、後にアナハイム・ガンダムと呼ばれるようになったことである。

## 開発経緯

### γ開発計画
宇宙世紀0085年当時、アナハイムはデラーズ紛争およびガンダム開発計画に伴う事件により地球連邦政府の不信を買っていたものの、独自に新規のMS開発は続けていた。
リック・ディアスもそのひとつである。この計画にはのちのエゥーゴ創設者であるブレックス・フォーラも関わっていた。
「MSA-099」には地球連邦からエゥーゴの動きを欺くための型式番号として「RMS-099」が与えられた（試作機の「RX-098」プロトタイプ・リック・ディアスも開発されている）。
そこに新素材ガンダリウムγを持参したクワトロ・バジーナ大尉がエゥーゴに参加。「MSA-099」にはコードネームとしてガンダリウムγを使用したガンダム「γガンダム」（ガンマガンダム）の名がつけられ、実機の開発が行われた。さらに、γガンダムは完成の際にクワトロ・バジーナ大尉により「リック・ディアス」と名づけられた。
リック・ディアスの開発を担当したのはかつてガンダム試作1号機、ガンダム試作3号機ステイメンを開発した先進開発事業部「クラブ・ワークス」と、ガンダム試作2号機、ガンダム試作4号機を開発した旧ジオン系の技術者が在籍している「第二研究事業部」であった。
γガンダムの名はガンダリウムγにちなんだものであるが、αをファーストガンダムたるRX-78と位置づけ、3番目のガンダムの意でγガンダムであるという二重の意味が含まれているとしている場合もある。その場合、βガンダムはガンダムMk-IIかGPシリーズであるという。

### 可変MS開発計画
リック・ディアスの完成直前である宇宙世紀0086年、エゥーゴはアナハイムに対し可変MS (TMS) の開発を要求した。当時、実質的にティターンズの支配下にあった地球連邦軍は既に可変モビルアーマー (TMA)・アッシマーの開発に成功しており、これに対抗するためには20m級以下の可変MSが必要と考えたのである。一年戦争時代にはガンタンク、ガンキャノン、ガンダム（型式番号：RX-78）などのRXタイプMSに代表される「合体MS」は既に完成していたが、モノコック構造の組み合わせで実現された合体MSと違い、ムーバブルフレーム構造を必要とする可変MSの開発は辛苦を極めることとなった。
エゥーゴの要求は以下の4点だった。
1. MS形態時に20m以下の頭頂高であること。
2. 変形所要時間が0.5秒内であること。
3. 宇宙・地球問わず全領域で運用可能であること。
4. オプション無しで大気圏突入可能であること。

アナハイムはこれに従い、宇宙世紀0086年1月に開発計画を開始する。総合オブザーバーに旧ジオン系技術者のアレクサンドロ・ピウツスキ博士、可変機構及びムーバブルフレーム担当にゲルハルト・グルック博士、ジェネレーターおよび熱核ジェット・ロケットエンジン担当にオスカー・ライエル博士などを招集した。この時点で「Ζ計画」の名称が付けられていたとされる（『アナハイム・ジャーナル』の記述に従う設定。他資料と矛盾している場合あり）。

### δ開発計画
アナハイム社は可変MS開発計画の遂行にあたりM.ナガノ博士を招聘、Δプロジェクト（デルタプロジェクト）として本格始動する。一年戦争後アナハイム社の傘下となったハービック社の可変戦闘機の資料やガンダム開発計画の資料を基に可変のプラットフォームである基本機構と変形後の形状を模索するが、データ上ではうまくいったものの実機の制作によってセミモノコック構造に一部フレームを採用するだけでは無理があることが判明、デルタプロジェクトで作成されていたガンダム（δガンダム）は、可変機構を取り除かれ、再設計を受けることとなった。
このMSはM.ナガノ博士により「百式」と名づけられ、また型式番号は MSN-100 (MSA-100) とMSN-001 (MSA-001) のダブルミーニングで「MSN-00100」となった。
しかし、実質的に可変機構を完成することができなかったため、Δプロジェクトは失敗の烙印を押されることとなった。
そのため、急遽技術提携していたアクシズの技術も参考にあらたな可変技術のみを検証するプロジェクトが立ち上がることになる。

### 量産機の開発
一方、Ζ計画と直接の関係があるかどうかは不明だが、この時点で量産機の開発が行われている。
当時のエゥーゴの主力はジムIIだったが、その活動が拡大するに従い戦力の不足が問題となっていった。いくらコストを抑えたとはいえ、リック・ディアスは高性能すぎるため量産には不向きだった。そこでエゥーゴは大量生産向きの機体の開発を発注し、アナハイムはハイザックをベースにマラサイ（型式番号：MSA-002）を、ジムIIをベースにネモ（型式番号：MSA-003）を、それまでの開発で培った技術をスピンオフして開発した。
マラサイがちょうど完成した頃である宇宙世紀0087年3月2日、エゥーゴは「ガンダムMk-II強奪事件」を引き起こしグリプス戦役が勃発。ティターンズはアナハイムの事件への関与を疑い、その追及をかわすために先に完成していたマラサイはティターンズ側に譲渡され、エゥーゴ側にはネモが提供されることとなった。これにより、ガンダリウムγに関する技術もティターンズに渡る。
その後、ネモの改修機・ネモII（型式番号：MSA-004, MSK-004）も開発されている。

### ζ開発計画
強奪したガンダムMk-IIの解析により従来の自社製と全く異なる構造のムーバブルフレーム技術を入手したアナハイム社は、Δプロジェクトの失敗を踏まえ、ゲルハルト・クック博士によって「単純な変形機構ながら機体形状を大きく変えることができる」プラットフォームであるメタスフレームを開発した。
この初期の可変MS開発計画は可変機構の実証を目的として「メタスプロジェクト」と呼ばれるようになり、宇宙世紀0087年上旬には、アナハイム初の可変MSであるメタス（型式番号：MSA-005）が完成した。メタスは簡易型の可変用フレームを導入した実験機であり、MA形態はAMBAC機能がほとんど無い宇宙戦闘機形態だったものの、可変機構の実現を成功させた機体である。さらに、メタスは更なる発展性を求められ複数のコンセプトチームに分かれて開発実験が続けられることとなる。
同時期にδガンダムの再生機である百式も完成したが、百式はムーバブルフレームの耐久性に問題があり、結局可変MSとして開発することは断念され、次の「ζガンダム（Ζガンダム）」（ゼータガンダム）の開発に移る。ここで初めて "MSZ" で始まる型式番号が使われるようになった。
Ζ計画ではまず百式系のフレーム（TMS用素体MS）を流用したプロトタイプΖガンダムが開発され、Ζ計画を意味する "Z" の文字が含まれた型式番号「MSZ-006X」が与えられた。プロトタイプΖガンダムはメタスの実験データなどが導入されて開発が続けられていたが、ここでエゥーゴは「ガンダムMk-II強奪事件」を引き起こし、ガンダムMk-IIを入手。ティターンズのムーバブルフレーム技術を入手できたことでフレーム構造の問題が解決された。また、「ガンダムMk-II強奪事件」以降エゥーゴに参加した少年カミーユ・ビダンは、Ζ計画の一員だったアストナージ・メドッソと共にΖガンダムの開発を知ると、Ζガンダムの大気圏突入装備の一案であるフライングアーマーや、可変機構などのアイディアを提出した。
宇宙世紀0087年7月、ピウツスキ博士、グルック博士、ライエル博士らによりこれらの技術が結集され、軽装甲・高機動の高級可変MS「Ζガンダム」（型式番号：MSZ-006）が完成。Zガンダムの1号機はその後1ヶ月のテストを終え、カミーユ・ビダンの乗機として実戦に投入されている。

### Ζ計画のスピンオフ
Ζガンダムの完成後も「Ζ計画」の名称で開発が進められた。Ζガンダムは量産に向かないフラグシップ機で、戦力の中心は量産機である。そのため、Ζガンダムの量産機へのスピンオフとして、量産型Ζガンダム（型式番号：MSZ-007）が計画された。しかし、変形機構を省略したため性能の低下を招き、競合して計画されていた量産型百式改（型式番号：MSR-00100S）に敗れ、開発は中止された。
またカラバが独自に計画したΖプラスシリーズ（型式番号：MSK-006）は、その性能の高さから高性能量産機としてエゥーゴ・地球連邦軍内でも「MSZ-006A1」の型式番号で一定数が採用された。さらにカラバはリック・ディアスを基にしてディジェ（型式番号：MSK-008）も開発し、少数を量産している。
Ζガンダムの後継機はΖII（ゼッツー）（型式番号：MSZ-008）の名称で開発が進められた。Ζガンダムの開発チームによるMSZ-008は航宙戦闘機への変形機構を備え、大型ビームライフルを機体ジェネレーターに外付けすることで高火力を実現した機体であり、Ζガンダムの正常進化型である。同機は変形機構を簡略化し総合的な運用性も向上されると期待されたが、設計が完了した時点でエゥーゴ上層部がθガンダム（ΖΖガンダム）の開発を優先する方針を採ったために廃案となった。ただし、実機が製作され実戦に参加した記録も残っているため、機体の開発計画自体が中止になったのかは不明である。
また、百式の改良型として百式改（型式番号：MSR-100）という機体も開発されており、ここからさらに前述の量産型百式改をはじめとした数種類の機体が派生している。
この他、宇宙世紀0087年中に開発されているアナハイム製ガンダムとしては、ガンダムMk-III（型式番号：MSF-007）やル・シーニュ（型式番号：MSS-008）があるが、これらがΖ計画に含まれているかは不明である。

### θ開発計画
Ζガンダムの完成後、MSは一年戦争以来の連邦とジオンの技術融合の成果もあり、単機あたりの性能が飛躍的に向上していく。変形、大出力火器、サイコミュの搭載といったそれまでは不可能と考えられていた機能の実現が可能となり、1機のMSに万能的な能力を要求する傾向が助長されていった。また、人的資源の観点からいずれの勢力も少数精鋭体制を採らざるを得ず、実効的な戦力である量産機の開発よりもフラグシップ機の開発が優先される体制が容認されたことがMSの高級・高額化に拍車を掛けた。これらの要因が重なり、この時期MSのスペックは爆発的なインフレーション化を迎えることとなる。
Ζガンダムは変形機構による破格の汎用性と機動力を備えた優秀な機体だったが、宇宙世紀0087年以降、MSは特に出力・火力の面において性能向上が著しく、その性能的な優位性は長くは続かなかった。グリプス戦役末期にはアクシズのキュベレイやティターンズのジ・OといったΖガンダムを凌駕する性能の機体が出現し、エゥーゴはこれらに対抗する新型MSの開発をアナハイムへと打診する。
Ζガンダムの後継機としては、以前よりΖII (MSZ-008) の開発が進められていたが、別部署によって開発された分離・合体機構を有するMSZ-009（後にプロトタイプΖΖガンダムと呼ばれる機体）の設計案に敗れ、廃案となった。MSZ-009は、可変MSとしてのΖガンダムの特性を受け継ぎ、さらに分離・合体という新機構の可能性を検証するために試作された機体である。雛形であるA型は問題なく完成し、次いで出力向上型であるB型が製作されたが、これらの機体はΖガンダムを超えるスペックを達成したものの、エゥーゴが要求する性能水準を満たすことは出来なかった。
アナハイムはエゥーゴの要請に応じ、Ζガンダムの変形機構にコア・ブロック・システムを加えた新機軸の機体、θガンダム（型式番号：MSZ-010）およびιガンダム（型式番号：MSA-0011）を開発。
開発計画には装甲・火力を強化させたフルアーマーシステムも含まれていたため、その評価機体としてFAZZ（ファッツ・形式番号：FA-010-A）を開発、増加装甲の脱着、分離・変形機構はオミットされ一部の武装はダミーの為ロールアウトはZZガンダムの半年前だった、その後火力支援機として連邦軍に配備、0088年1月に勃発した「ペズンの反乱」で3機が実戦投入されている。
θガンダムはΖガンダムの直系の発展型だが、RX-78 ガンダムに近い設計思想を有しており、単機での戦闘能力を追求した機体である。超高出力メガ粒子砲と全身に多数のロケットモーターを搭載し、火力と運動性ではιガンダムに勝る。携行火器は戦艦の主砲に匹敵する威力を有し、装甲も非常に堅牢であった。大気圏突入能力は持たないが、地上/宇宙はもとより木星圏や砂漠、水中と環境を問わず機体能力を発揮することが可能。管制システムにはバイオセンサーが導入されている。分離・変形システムはオプションを必要とせず、一騎の戦闘システムとして完結している。頭頂高はΖガンダムと同等の19.86m、全高22.11mに抑えられ、エゥーゴの艦艇規格にも適合した。θガンダムは総じて万能性の高い機体だったが、操縦難度は高く、パイロットへの負荷は大きい。また、単独の兵器としては過剰性能気味であり、その設計コンセプトを疑問視する声も存在した様である。

### ι開発計画
一方、ιガンダムは究極のガンダムを目指した機体と言われ、θガンダムと同時開発や、再設計機とする資料もあるがθガンダムより先に完成し配備された。予め全ての機能を1つの機体に盛り込むのではなく、追加パーツによって運用方針に特化した形態に変更することによりMSの多機能性を模索した機体。
Ζガンダムの一撃離脱の運用コンセプトを継承し、直線機動時の速力ではΖガンダムやθガンダムを上回り、専用のサポートパーツを装着して大気圏脱出も可能な巡航形態から強化型MS形態に変形する強化装備モ－ドを持つ。装甲は既存のΖ系MSよりも上級のガンダリウム・コンポジットが使用されているが、運用コンセプト上、増加パーツ装着時にはIフィールド発生装置が装備され対ビーム兵器に対する防御に重きを置いている。武装は長射程のものを中心とし、遠距離レンジからの狙撃能力に秀でる。自律制御コンピューター「ALICE」によるフルオートの火器管制システムやインコムを搭載する。また、それぞれのパーツにはコクピットがあるためコア・ファイターを必要とせず独立した運用も可能になっている。各パーツのコクピットは合体時に一体化し、コア・ブロックのみでの大気圏突入も可能だが、突入後の減速を自力で行うことは不可能で、外部からのサポートを必要とする。設計思想の面ではθガンダムよりも先進的ではあるが、頭頂高21.73m、全高25.18mに達しており、MSとしては大型機の部類に入るため運用面での困難さを抱えている。

### 完成・配備
ιガンダムは順調に開発が進み、宇宙世紀0088年初頭には試作機が完成したが、グリプス戦役への投入には間に合わなかった。θガンダムは開発スケジュールの遅れから、ιガンダムより遅い宇宙世紀0088年3月に試作機が完成した。θガンダムは調整が不十分な状態のままロールアウトしたため、完成後も機体のアップデートが長期に渡って継続されている。
先行して完成したιガンダムは合計4機が製作された。その内の1機がグリプス戦役の終結時に発生した連邦軍教導団の反乱事件『ペズンの反乱』の鎮圧部隊であるアーガマ級巡洋艦ペガサスIIIに急遽編入され、Sガンダムの名称で実戦投入された。反乱軍の鎮圧に大きく貢献したものの、機体は戦闘によって喪失している。この他には地上に配備されている機体もあった。
θガンダムの完成はそれと前後しており、アクシズの先遣部隊の前に苦境に立たされていたエゥーゴの残存戦力である巡洋艦アーガマへと配備され、同組織の最高位機種としてΖΖガンダムの名称を与えられた。ただし、エゥーゴのエースであったクワトロ・バジーナやカミーユ・ビダンといったパイロット達はこの時点で既に失われていたため、非正規のメンバーであった民間人の少年ジュドー・アーシタがθガンダムのパイロットを代行。θガンダムは新たに勃発した第一次ネオ・ジオン抗争へと投入され、最終的にエゥーゴを勝利に導いた。
θガンダムとιガンダムは当時のMSの恐竜的進化の頂点に位置する超高性能MSであり、総合的な機体スペックでは拮抗していた。しかし、両機は競合機として開発された経緯もあり、ともにΖ計画の末端にありながらも機体コンセプトの相違が明確に顕れており、当時のMS開発の混沌とした状況を象徴する存在でもあった。また、高性能化の反面、機体構造の複雑化や高コスト化といった運用面での問題点が顕在化し、MSの技術的な限界が見え始めていたため、以後のMSはスペックのインフレーションに歯止めが掛けられ、シンプルな機体設計へとコンセプトが絞られていくこととなった。
なお、同時期の宇宙世紀0088年中に、アナハイムの中央技術研究室NT部門によって、強化人間専用の可変MSであるガンダムディフォルティータとガンダムアイロティアの開発が行われているが、これらがΖ計画の一部であるかは定かではない。

### その後
ギャプラン以前にアナハイムとジャブロー基地との共同で開発されていたMSに「Σガンダム」（型式番号：RX-183）があり、カラバの要望で「MSK-009」の型式番号を与えて開発が続けられていた。さらにエゥーゴの要望でΖΖガンダムの後継機としてコードネーム「κガンダム」（カッパガンダム）と「MSA-014」の型式番号が与えられている。ただし、ΖΖガンダムのプロトタイプとする異説もあり、詳細は不明である。
なお、ΖΖガンダムの量産計画もあり、量産型ΖΖガンダム（型式番号：MSZ-013）が設計されたが、量産型Ζガンダムと同じく、大してメリットが見出せなかったため、中止されている。
また、Sガンダムの後継機として、ニュータイプ専用MSの開発が計画され、「λガンダム」（ラムダガンダム）のコードネームと「MSA-0012」の型式番号が与えられた。Sガンダムが複雑になりすぎたため、λガンダムは分離合体可変MSではなく簡易的な可変MSとして開発されていたとされ、その技術をスピンオフした高級量産機ネロ（型式番号：MSA-007）もSガンダムの完成と同時期という早いうちに完成している。しかし、λガンダムが実際に開発されたかどうかは不明である。
さらに、ティターンズが進めていた「TR計画」を基に、Ζ計画の後継となる「AOΖ（アドバンスド・オブ・ゼータ）計画」が行われており、宇宙世紀0091年時には、TR計画によって開発されたガンダムTR-S［ヘイズル・フレア］にΖ計画由来の技術を投入したΖΖΖガンダムユニット（型式番号：MSA-0012）が部隊配備されている。このΖΖΖガンダムには、型式番号やネロとの技術的関連性がある点などに、λガンダムとの共通項が見られる。
この頃になると、エゥーゴは地球連邦と一体化しており、さらに第一次ネオ・ジオン抗争も終結したため、Ζ計画自体が立ち消えとなっている。しかし、Ζガンダムの量産計画も再度検討されており、変形機能を廃し新たにバック・ウェポン・システム (BWS) を導入したΖプラスR型（型式番号：MSZ-006R, RGZ-006）が開発された。その発展型として宇宙世紀0092年の第二次ネオ・ジオン抗争の頃にはリ・ガズィ（型式番号：RGZ-91）も開発されているが、BWSという概念自体の欠点により、量産には至っていない。一方、ΖII（ゼッツー）を設計ベースにジェガン（型式番号：RGM-89）との共用規格を持つリゼル（型式番号：RGZ-95）が開発され、RGM系では初の可変量産型MSとして連邦軍に採用された。
また、同時期にはデルタガンダム系列の機体の開発も進められており、宇宙世紀0090年にはデルタプラス（型式番号：MSN-001A1）が、宇宙世紀0094年にはガンダムデルタカイ（型式番号：MSN-001X）が開発されている。
ただし、AOΖ計画以降の機体開発計画が、Ζ計画に含まれるか否かは定かではない。

## Ζ計画の発展によって開発された主なモビルスーツ
ギリシア文字コードネームを冠するガンダム
γガンダム系列
- RX-098 (RX-98) プロトタイプ・リック・ディアス
  - RMS-099 (MSA-099, MSA-009) リック・ディアス（コードネーム：γガンダム）
  - MSK-008 ディジェ

δガンダム系列
- MSN-00100 (MSN-100) 百式（コードネーム：δガンダム）
  - MSR-00100S (MSN-100S) 量産型百式改
  - MSN-001 デルタガンダム
  - MSN-001A1 デルタプラス
  - MSN-001X ガンダムデルタカイ

εガンダム系列
- エプシィガンダム（コードネーム：εガンダム）

ζガンダム系列
- MSZ-006X プロトΖガンダム
  - MSZ-006 Ζガンダム（コードネーム：ζガンダム）
  - MSZ-006 (MSK-006) Ζプラスシリーズ
  - RGZ-006（MSZ-006R）ΖプラスR型
    - RGZ-91 リ・ガズィ

  - MSZ-007 量産型Ζガンダム
  - MSZ-008 ΖII
    - RGZ-95 リゼル

ηガンダム系列
- MSZ-007 レイピア（コードネーム：ηガンダム）

θガンダム系列
- MSZ-009 プロトタイプΖΖガンダム
  - MSZ-010 ΖΖガンダム（コードネーム：θガンダム）
  - MSZ-013 量産型ΖΖガンダム

ιガンダム系列
- MSA-0011 (MSZ-011) Sガンダム（コードネーム：ιガンダム）
  - MSA-007 ネロ

λガンダム系列
- MSA-0012 λガンダム（コードネーム：λガンダム）
  - MSA-007 ネロ

κガンダム系列
- MSA-014 (MSK-009, RX-183) Σガンダム（コードネーム：κガンダム）

ギリシア文字コードネームを冠さないガンダム
- MSF-007 (MSA-007) ガンダムMk-III

ガンダム以外のMS
- MSA-002 (RMS-108) マラサイ
- MSA-003 ネモ
- MSA-004 (MSK-004) ネモII
- MSA-005 メタス
- MSA-007 ネロ
- MSA-008 (RGM-87) バージム

## アナハイム・ガンダム

### 概要
1年戦争後、MS最大手メーカーに成長したアナハイム・エレクトロニクス社の開発したガンダムタイプMSは時代時代の最新技術を注がれ、斬新なアイディアを大胆な開発力で、MS技術史に数多くの変革をもたらして来た。
俗にアナハイム・ガンダムと呼ばれるこれらのガンダムは、各コード名にギリシア語の小文字を冠している。リック・ディアスのコード名のγガンダムが始まりで、δ、ε、ζ以下が設計・開発された。

### γガンダム
開発コードγ（ガンマ）の機体。 

### δガンダム
開発コードδ（デルタ）の機体。

### εガンダム
開発コードε（イプシロン）の機体。通称「エプシィガンダム」。アナハイムでリック・ディアスについで開発が始められたガンダムタイプのMSである。
設定の初出は模型雑誌モデルグラフィックス別冊「GUNDAM WARS PROJECT Ζ」。デザインは小説『機動戦士Ζガンダム』（講談社刊）第1巻と第2巻の表紙の永野護デザインの機体が流用され、雑誌上では永野による全身図のラフ稿が初めて公開された。また作例として立体化するにあたり、モデラーの小田雅弘の協力で新たに設定と追加デザインなどが作られた。続刊の「MISSION ΖΖ」ではさらに設定が追加された。その他の文献には限定的な掲載しかなく、実質的に模型雑誌の独自設定として位置づけられていることに注意。以下、「PROJECT Ζ」「MISSION ΖΖ」が出典の機体はほぼ同様である。
「PROJECT Ζ」では、エゥーゴでリック・ディアスに続き2番目に開発されたMSで、リック・ディアスすなわちガンマガンダムの装甲に使用されたガンダリウムガンマをさらに改良したガンダリウムエプシロンを使用することからエプシィガンダムと命名されたとなっている。最大の特徴は、ガンダリウムエプシロンのおかげで中距離航行用の核パルス推進システム"ブラッサム（ブロッサム）"の搭載が可能であること。これによりMS単独での中距離航行が可能になる。さらにこのブラッサムは発動すると強力な磁場が発生するため、それ自体が対ビーム兵器用のバリアにもなる。背部にはシュツルム・ディアスに使用されたグライバインダーの発展型（ウェポンパックを兼ねる）を装備しており、その推力を一方向へ集中させることにより高加速性を実現する。但し、製作には莫大な費用がかかるため、実際の機体製作の機会は失われていた。そこでその設計データを流用した"ブラッサム"を排除したガンダリウムガンマ製の即戦力となる機体が開発され、それがデルタガンダム（百式）であるとされている。
「MISSION ΖΖ」では、アナハイム・エレクトロニクス社のG計画による2番目のガンダムとされている。長期的展望に立ったMS開発プランであり、ガンダリウム・エプシロンはまだ開発中で、0090〜0095年の完成を目標としているとされている（年表には0087年4月13日に本機のテストが失敗したとの記述がある）。
また、「マイアニメ」誌上に掲載された小林誠による雑誌企画『THE EVOLUTION OF GUNDAM ガンダム進化論 ΖΖへの道』には、小林により「プロト・エプシィ・ガンダム」なる永野護によるΖΖガンダム企画案と酷似した機体が描かれているが、記事中ではエプシィガンダムとの関連性は語られていない。
もともとは『機動戦士Ζガンダム』の企画初期の準備稿に名前だけ載っていたMSで、そこでは反地球連邦政府組織がシャアに渡された「ガンダリウムε（GE）」を使用して開発し、のちに地球連邦政府のガンダムMK-Ⅱ（デルタガンダム）の技術と統合してΖガンダムを生み出したとされている。その後、本編では「ガンダリウムε」は「ガンダリウムγ」に変更され、その設定と役割はリック・ディアスと百式へと引き継がれた。
小説『機動戦士Ζガンダム』第1巻（講談社版）の表紙に描かれているガンダム型の頭部は、描いた永野護によればガンダムMK-Ⅱではなくこの企画書版の「エプシィガンダム」であり、首から下のデザインは同小説2巻表紙の永野版百式と同形であるという。

### ζガンダム
開発コードζ（ゼータ）の機体。 

### ηガンダム
開発コードη（エータ）の機体。 月刊モデルグラフィックス別冊「GUNDAM WARS PROJECT Ζ」を初出とする。
「レイピアI」またはΖの名を冠して「ゼータ・レイピアI」「ΖレイピアI」といわれている。稀に「レイピア・ガンダム」や「ガンダム・レイピア」といった表記も見られる。
レイピアはΖガンダムの発展型にあたるが、ガンダムMk-IIの設計に影響を受けたΖガンダムに対し、本機はリック・ディアスの開発チームが製作しており、その設計を受け継いでいる。
外見的にはΖガンダムよりも無骨な体型をしている。背中にはΖガンダムの様なバインダーを持つ。両肩にビームキャノンがあり（ただし、模型作例には無い）、股間には変形した際に垂直翼になるものがある。腰の両サイドにはリック・ディアス系で装備されていたバインダーをビームキャノン化したものが備わっており、Ζプラスの大腿部ビームキャノンと同様の働きをしたと考えられる。事実、本機の開発担当チームはΖプラスの最初のモデルであるMSK-006を相当に意識しているとの記述が『MISSION ΖΖ』にある。
レイピアIは基本装備のフライングアーマーとバーニアスタビレーターの他、重攻撃型MA仕様のウィングブースター、ウェイブライダー形態でのみ使用するためのエキステンションブースターなど、全5種のオプションが用意されているという。
レイピアIと名づけられているが、II以降の設定は存在しない。
Ζガンダムの完成以後もΖ計画は継続され、当時のアナハイム・エレクトロニクスは複数の開発部署が互いに可変型MSの開発競争をしていたことが資料文献から見受けられる。本機もそういった状況下に製作された物のひとつであり、Ζガンダムのロールアウトから半年以上後、ちょうどジャミトフ・ハイマンの死去やペズンの反乱の勃発と同日の宇宙世紀0088年1月25日にロールアウトしているが、運用実績については知られていない。
なお本機の型式番号は量産型Ζガンダムと同じである。
出典は「GUNDAM WARS PROJECT Ζ」、「GUNDAM WARS II MISSION ΖΖ」(ISBN 4-499-20526-3）等。

### θガンダム
開発コードθ（シータ）の機体。 

### ιガンダム
開発コードι（イオタ）の機体。 

### κガンダム
κガンダム（カッパガンダム） - MSA-014（MSK-009, RX-183）Σガンダム（シグマガンダム）とは、2体の飛行型MAが合体変形するガンダムタイプのMSである。
エゥーゴの技術援助を得て開発されたカラバの可変航空機。アナハイムガンダムの枠組みに編入され、κガンダムのコードネームが与えられているが、一般的にはΣガンダムとして知られている。後述するヴァリアントガンダムにも当初シグマガンダムの名が冠されていたが、直接的な関係が存在したのかは分かっていない。しかし、それぞれ宇宙世紀0093年と0095年に相次いだ木星圏におけるネオ・ジオン残党の反乱に投入されたという記録が残っている。
外観の様相はΖガンダム（ζガンダム）の様なバインダーを背中に2つ持ち、上半身はΖΖガンダム（θガンダム）にも似た印象である。足のすねの部分にBパーツの巨大翼になるものの突起物が一目で分かるように付いている。変形後の機体はΣフライヤーと呼称され、さらに分離も可能である。上半身（Aパーツ）はΣアタッカー、下半身（Bパーツ）はΣフライヤーとなる。MS形態時はBパーツ側のパイロットが機体操縦を担当し、Aパーツのパイロットは火器管制を行う。Aパーツにはサイコミュを搭載可能な設計となっている。また、ある段階では推進システムにミノフスキークラフトの技術を応用したものを使用していたとも言われているが、それが実用に耐えうるものだったのかに関しては定かではなく、当時の技術体系と照らし合わせれば懐疑的な意見が多い。
武装はサイコミュミサイル、ビットや有線サイコミュハンドを搭載。4門のビームカノンなどを装備。さらに、頭部にハイメガ砲を有していると言われている。
当初は1985年に「マイアニメ」誌上に掲載されたもの。モデラーの揚田幸夫（あげたゆきお）によって考案され、小林誠による設定が付け加えられたオリジナルMSだった。初出から二年後の1987年には「月刊ホビージャパン」の企画『MOBILE SUIT in ACTION ジオンの星』に登場し、MSK-009の型式番号と宇宙世紀0093年に木星圏でのネオ・ジオン残党掃討に投入されたというエピソードが付け加えられた。その翌年には「モデルグラフィックス」の「アナハイム・ガンダム一覧表」にRX-183（κガンダム）として記載され、同誌別冊ムック「ガンダム・センチネル」ではさらにMSA-014の型式番号が与えられる事となった。このように、モデラー発祥のオリジナル設定でありながら、複数の誌面を跨いで設定が付け加えられていった極めて珍しい例であった。本項ではそれぞれの記事の内容を統合する形で編集した。

### λガンダム
出典は「モデルグラフィックス」。
模型作例やイラスト等は存在しておらず、具体的スペックや全身の外観がどのようなものだったかは発表されていない。ムック『ガンダム・センチネル』73頁に掲載されている情報が本機に関するほぼ全てである。固定武装として60mmバルカンを2基搭載。ビットとサイコ・コントロール・システムをオプション搭載し、変形機能は単純化された、とある。ネロの上半身の設計はλガンダムを基にしているともされている。
メディアミックス企画『SDガンダム外伝 機甲神伝説III 運命の三騎士』には、本機と同じ名前の「闘士ラムダガンダム」というキャラクターが登場する。しかし、モチーフはFAZZ（装甲なし）であり名前以外に本機との関連は示されていない。

### μガンダム

#### ガンダム・センチネル
名称、ニックネーム、形式番号、サイコフレーム試験機である事しか記載されておらず、デザイン画も掲載されていない。
2018年の映画『機動戦士ガンダムNT』に登場するナラティブガンダムは、（センチネル版の）μガンダムと同世代のサイコフレーム試験機とされる。

#### 機動戦士ガンダム ADVANCED OPERATION
PC-9801用ゲーム『機動戦士ガンダム ADVANCED OPERATION』にはゲームオリジナル機体としてμガンダム（形式番号：YRA-90A）が登場するが、センチネル版μガンダムとは設定が異なっている。
連邦軍に所属する機体で、ロンド・ベル隊のアムロ大尉が自ら設計にあたったガンダム系の最新試作機である。基本性能の試験機のため、搭載予定のサイコミュは装備されていない。全体的なシルエットはνガンダムの形状と似ており、全体的にνガンダムよりも角が立った形状である。顔もほぼνガンダムと同様で、角は4本。ビームライフルも、νガンダムのそれに近い構造である。

### νガンダム
宇宙世紀0092年、「RX-93」の型式番号が与えられ、アムロ大尉自身の設計により開発が始められた。νガンダムは第二次ネオ・ジオン抗争の戦況の変化により連邦軍から納期が10日早められ、連邦軍側に告知なしでアナハイム社フォン・ブラウン工場側がサイコフレームを導入したことによりサイコミュ・システムの感受性が高められた。サイコフレームは新生ネオ・ジオンによりもたらされた技術で、アナハイムのグラナダ工場が生産しサザビーなどにいち早く搭載されていた技術だった。

#### 量産型νガンダム
量産機として量産型νガンダム（型式番号：RX-94）が計画され、少数が生産された。非ニュータイプパイロットでも扱えるようにインコムを装備したタイプもあったが、機体の能力を十分に引き出せたパイロットは少なかったようである。宇宙世紀0096年以前にはこの量産型νガンダムの設計データをベースとして、連邦地上軍の技術検証計画のためにガンダムGファースト（型式番号：RIX-001）が開発されている。

## その他のアナハイム製ガンダム

### ΣΣガンダム
ΣΣガンダム（ダブルシグマガンダム）は、書籍『GUNDAM WEAPONS  マスターグレードモデル"MSZ-010 ΖΖガンダム"編』にあげたゆきを（揚田幸夫）の模型作例として掲載されたガンダムタイプの可変MS。型式番号はMSA-0XX。
MSを艦載機として扱うのではなく、MS自体に戦艦や戦略兵器並みの性能を付与するというコンセプトの下に開発された機体で、機体の形状はΖΖガンダムのものに近く、長距離飛行形態であるΣフォートレスへの変形が可能。Σフォートレス形態での長距離侵攻の後に拠点殲滅という運用が想定されていた。頭部のハイ・メガ・キャノンやバックパックに装備された大型のキャノン砲、ダブルアトミックバズーカなどの核兵器に加えて近接および掃討戦用のフィン・ファンネル（制御にはサイコフレームが用いられる）といった各種武装を装備しており、戦艦に匹敵する火力と航続力が与えられている。反面、既存のMSに課せられていた制約がすべて撤廃されたため、機体の大型化が著しいものになっている。
Σガンダムとの関連性は明確ではないが、『GUNDAM WEAPONS』ではΣガンダムと併せて紹介されている。また、サンライズによる公式設定による機体ではない。

### バリアントガンダム
バリアントガンダム（Vガンダム・Valiant Gundam）は、「コミックボンボン」のメカニックデザイン企画『MSV90』で生まれたガンダムタイプのMSである。型式番号はJRX-0095-V1（RX-95）。当初、本機の名称は「シグマガンダム」とされていたが、建造が進むと変更が行われていった。同じく「シグマ」の名を冠した前出のΣガンダム（κガンダム）との直接的な関係性は不明。
目立つ特徴として、ΖΖガンダムのビームキャノン兼ビームサーベルやミサイルポッドと同様の突起物がバックパックから出ている。X字のウイングが背中から4つ出ている。また、両手はバウに似ている。顔は初代ガンダム顔に近いが、ほほの窪み部分が青く染められているので、従来のアナハイムガンダムらしさはない。角は4本。コクピットは首の下に設置されている。
バックウェポンシステムとコア・ブロック・システムを融合させたバリーズユニットを持つ。
バリーズファイター（コア・ファイター）は複座式で、太陽風で推進する帆を装備している。『機動戦士ガンダムSEED C.E.73 STARGAZER』に登場するスターゲイザーのヴォワチュール・リュミエールに似た原理であるといえる。
設定によれば、第二次ネオ・ジオン抗争の後、木星圏へ逃れたネオ・ジオン残党が結成した反地球連邦組織「ジュピター・ファントム」に対して、宇宙世紀0095年に地球連邦軍が戦艦に改造し木星へ派遣したジュピトリス級超大型輸送船の中で製造組み立てが行われた新型試作MSである。先に触れたMSK-009「Σガンダム」に関しても宇宙世紀0093年に木星圏で同様の作戦に投入されたという記録が残っており、本機の当初の名称変更の経緯とも併せて、両者に何らかの関係があったのではないかと憶測を呼んでいる。だが、それ以上の確たる詳細は明らかとなっていない。
Valiantの意味は「（人・行為が）勇敢な」、「雄々しい」、「英雄的な」などである。
出典は「コミックボンボン」1989年8月号 - 1990年7月号。同誌の企画『MSV90』の主軸として、開発の経緯を追う形で不定期に展開されていた。当初は名称を「シグマガンダム」として発表されていたが、前述のΣガンダムとのバッティングなどの事情から、間もなく「V（バリアント）ガンダム」と名称が変更された。ただ、いずれの「シグマガンダム」も「木星圏におけるネオ・ジオン掃討作戦に投入された」というストーリーが共通していた事から、その点において両者の関連性を見出そうという動きもある。

### ユニコーンガンダム
宇宙世紀0096年には連邦宇宙軍再編計画である「UC計画」に関連してユニコーンガンダム（型式番号：RX-0）が開発されている。ムーバブルフレームそのものにサイコフレームを使用した「フルサイコフレーム構造」を実現したMSであった。このフルサイコフレーム構造のテスト機として宇宙世紀0094年にシナンジュ・スタイン（型式番号：MSN-06S）が開発されているが、こちらはガンダムというよりも同じグラナダ工場で開発されたサザビーの形状に近いものである。このシナンジュ・スタインは同年にネオ・ジオン残党軍である「袖付き」に強奪されている（強奪と見せかけた裏取引による譲渡であるという説もある）。
ユニコーンガンダムには、そのフルサイコフレームを生かすために「NT-D」サイコミュオペレーションシステムが搭載されており、システム発動時には圧倒的な機動力を得ることが出来るものの、パイロットへの負担から制限時間などのリミッターが課せられている。
アナハイム・ガンダムの系譜はこのユニコーンガンダムをもって一時的に途絶え、次の機体が登場するのは9年の時を待たねばならない。
RX-0 ユニコーンガンダムは、宇宙世紀0096年に地球連邦軍の「連邦宇宙軍再編計画」の一環である「UC計画」によりロールアウトしたアナハイムのMSである。
その名の通り、一角獣ユニコーンを模した一角型アンテナとシンプルな純白の概観を持つ。当機の最大の特徴は、「フルサイコフレーム」と呼ばれる骨格であるムーバブルフレームがサイコフレームで構成されていることである。NT-Dと呼ばれる特殊プログラムが起動することにより、フェイスガードと全身の装甲が展開して体格が一回り大きくなり、象徴たる一角はVアンテナに展開しガンダムタイプへと変化。極めて高い機体追従性を発揮することが可能となっている。
グラナダで計2機製造された。1機は工業コロニー「インダストリアル7」にあり、もう1機は地球に下ろされ、重力下テストが行われている。また連邦軍によって1機が製造されるが、消息は不明である。

### オデュッセウスガンダム
MSとして初めてミノフスキークラフトを搭載したオデュッセウスガンダム（型式番号：RX-104）はU.C.0104にロールアウトした。この年は、アナハイム・エレクトロニクスがガンダムタイプの開発を開始してから20年という記念的な年である事、またミノフスキー・クラフトを搭載するまでに20年かかってしまった事から、20年の航海の末に国へ帰還したギリシア神話の英雄オデュッセウスとかけた事で、本機の名称がオデュッセウスとなったと説明されている。
オデュッセウスガンダムにはオプション装備であるユニットがいくつか存在しており、単機能フライトユニットを装着した状態がペーネロペー（型式番号：RX-104FF）と呼ばれる。

### Ξガンダム
0104年、秘密結社マフティー・ナビーユ・エリンから開発を要請されたガンダムには、アムロ・レイ大尉の遺志を継ぐという意志を込めて、νガンダムの次である "ξ"（Ξ）の文字がつけられた。後付設定で各種ムックでは、本機に型式番号「RX-105」が割り振られているが、原作小説『機動戦士ガンダム 閃光のハサウェイ』では、機体の身元を現すようなものは隠匿されており、アナハイムとは関係ない機体という扱いになっている。

### レオン
宇宙世紀0107年頃には、U.A.I社との共同開発という形でレオン（型式番号：EX-05-U）というガンダムタイプのMSが製造されている。この機体は無人運用を可能とする「ゼファーファントムシステム」を搭載しており、OSはU.A.Iが、機体はアナハイムが開発を担当していた。

### シルエットフォーミュラプロジェクト
宇宙世紀0112年に、小型MS開発によって新たに台頭してきたサナリィへ対抗するために開始された新型MS開発計画「シルエットフォーミュラプロジェクト」（SFP）においても、シルエットガンダム（型式番号：RXF-91）、そして『アナハイム・ガンダムの集大成』であるネオガンダム（型式番号：RX-99/AFX-9000）が開発されている。さらにRX-100と呼ばれる機体も開発されていたが、詳細は不明となっている。